# Uszatek
Uszatek (Glyphonycteris) – rodzaj ssaków z podrodziny Glyphonycterinae w obrębie rodziny liścionosowatych (Phyllostomidae).

## Rozmieszczenie geograficzne
Rodzaj obejmuje gatunki występujące od Meksyku przez Amerykę Centralną do Ameryki Południowej.

## Morfologia
Długość ciała (bez ogona) 48–84 mm, długość ogona 5–12 mm, długość ucha 14–31 mm, długość tylnej stopy 9,8–20 mm, długość przedramienia 38–59 mm; masa ciała 7–30 g.

## Systematyka
Rodzaj zdefiniował w 1896 roku angielski zoolog Oldfield Thomas w artykule zatytułowanym O nowych małych ssakach z regionu neotropikalnego, opublikowanym w czasopiśmie „The Annals and magazine of natural history”. Gatunkiem typowym jest (oznaczenie monotypowe) uszatek trójbarwwny (G. sylvestris).

### Etymologia
- Glyphonycteris: gr. γλυφω gluphō ‘dłutowany’; νυκτερις nukteris, νυκτεριδος nukteridos ‘nietoperz’[8].
- Barticonycteris: Bartica, Gujana; gr. νυκτερις nukteris, νυκτεριδος nukteridos ‘nietoperz’[2]. Gatunek typowy (oryginalne oznaczenie): Barticonycteris daviesi J. Edwards Hill, 1964.

### Podział systematyczny
Do rodzaju należą następujące gatunki:
| Grafika | Gatunek                   | Autor i rok opisu       | Nazwa zwyczajowa       | Podgatunki         | Rozmieszczenie geograficzne | Podstawowe wymiary                                              | Status IUCN |
| ------- | ------------------------- | ----------------------- | ---------------------- | ------------------ | --- | --------------------------------------------------------------- | ----------- |
|         | Glyphonycteris behnii     | (W.C.H. Peters, 1865)   | uszatek skryty         | gatunek monotypowy | endemit Brazylii: Tocantins, południowe Mato Grosso, południowo-zachodnie Goiás i Minas Gerais | DC: brak danych DO: około 0,9 cm DP: 4,5–4,7 cm MC: brak danych | DD          |
|         | Glyphonycteris daviesi    | (J. Edwards Hill, 1964) | uszatek szaropiersiowy | gatunek monotypowy | Honduras, Kostaryka, Panama, wschodnia Kolumbia, Wenezuela, Trynidad i Tobago (Trynidad), region Gujana, Brazylia, Ekwador, wschodnie Peru i północna Boliwia; oczekiwany w Nikaragui; zakres wysokości: 180–1030 m n.p.m. | DC: 6,1–8,4 cm DO: 0,5–1,1 cm DP: 5,1–5,9 cm MC: 18–30 g        | LC          |
|         | Glyphonycteris sylvestris | O. Thomas, 1896         | uszatek trójbarwny     | gatunek monotypowy | od środkowego Meksyku (Nayarit i Veracruz) na południe do wschodniego Ekwadoru, wschodniego Peru i wschodniej Brazylii, także Trynidad i Tobago (Trynidad); zakres wysokości: 15–1300 m n.p.m.                             | DC: 4,8–5,6 cm DO: 0,9–1,2 cm DP: 3,8–4,4 cm MC: 7–11 g         | LC          |

Kategorie IUCN:  LC  – gatunek najmniejszej troski,  DD  – gatunki o nieokreślonym stopniu zagrożenia.